# Julián Montoya
Pour les articles homonymes, voir Montoya.

a Compétitions nationales et continentales officielles uniquement.

b Matchs officiels uniquement.
Dernière mise à jour le 19 juin 2025.
Julián Montoya, né le 29 octobre 1993 à Buenos Aires (Argentine), est un joueur international argentin de rugby à XV évoluant au poste de talonneur. Il est l’un des quatre joueurs de sa sélection à avoir atteint les 100 sélections avec les Pumas, dont il est devenu le capitaine en 2021. 
En 2025, il rejoint le club français de la Section paloise.

## Carrière

### En club
Julián Montoya commence sa carrière dans sa ville natale de Buenos Aires, avec le club amateur de Newman dans le URBA Top 14, avec qui il évolue à partir de 2013. À côté de cela, il joue avec la province des Pampas XV en 2015, disputant et remportant la Pacific Rugby Cup cette année là,.
En 2016, il fait ses débuts en Super Rugby avec la franchise des Jaguares. En 2017, alors qu'il est courtisé par le club anglais de Gloucester, il décide de prolonger son contrat avec sa franchise. Lors de la saison 2019, il est finaliste du championnat, après une défaite face aux Crusaders lors de la finale.
En 2021, après l'exclusion des Jaguares du Super Rugby, il rejoint le club anglais de Leicester Tigers en Premiership. Durant la saison 2021-2022, Leicester est éliminé en quarts de finale de la Coupe d'Europe par les Irlandais du Leinster. Cependant en championnat, le club se qualifie jusqu'en finale où il affronte les Saracens. Pour cette rencontre, Julián Montoya est titulaire en première ligne aux côtés d'Ellis Genge et Dan Cole. Son équipe s'impose en toute fin de match grâce à un drop de Freddie Burns. Durant la saison 2022-2023, il est nommé dans l'équipe-type de Premiership après ses bonnes performances tout au long de la saison. Il est finaliste du Championnat d'Angleterre en 2025 avec son club de Leicester.
Le 12 juin 2025, la Section paloise officialise l'arrivée de Julian Montoya pour la saison 2025-2026, pour un contrat de deux saisons. 

### En équipe nationale
Julián Montoya a joué avec l'équipe d'Argentine des moins de 20 ans, et dispute le championnats du monde junior en 2013.
Il obtient sa première cape internationale avec l'équipe d'Argentine le 17 mai 2014 à l’occasion d’un match contre l'équipe d'Uruguay à Paysandú.
En 2015, il est retenu dans le groupe de 31 joueurs sélectionné par Daniel Hourcade pour la Coupe du monde en Angleterre. Il joue sept matchs de la compétition contre la Nouvelle-Zélande, la Géorgie, les Tonga, la Namibie, l'Irlande, l'Australie et l'Afrique du Sud. Il inscrit deux essais.
Bien que régulièrement appelé avec les Pumas, en 2018 Montoya n'a débuté que 4 fois en 51 sélections, en raison de la concurrence de l'inamovible capitaine Agustín Creevy.
En 2019, il est sélectionné dans le groupe de 31 joueurs retenu par Mario Ledesma pour la Coupe du monde au Japon,. Il dispute quatre rencontres lors de la compétition, contre la France, les Tonga, l'Angleterre et les États-Unis.
Julián Montoya est nommé pour la première fois capitaine de sa sélection nationale en juin 2021, en remplacement de Pablo Matera. Le 27 août 2022, il mène les Pumas à une victoire historique face à la Nouvelle-Zélande (18-25) à Christchurch lors du Rugby Championship 2022, la première victoire de son pays sur le sol néo-zélandais.
Début août 2023, il fait partie des trente-trois sélectionnés pour la Coupe du monde 2023, dont il est le capitaine. Il joue six matchs lors de la compétition, tous comme titulaire.
Le 7 septembre 2024, à l'occasion d'un match du Rugby Championship face à l'Australie à Santa Fe, Julián Montoya honore sa centième sélection en équipe nationale. 
Il devient ainsi le quatrième joueur argentin à atteindre cette barre symbolique après Agustín Creevy, Nicolás Sánchez et Pablo Matera. Ce jour-là, il marque également un essai lors de la première mi-temps.

## Palmarès

### En club
- Vainqueur de la Pacific Rugby Cup en 2015 avec les Pampas XV.
- Finaliste du Super rugby en 2019 avec les Jaguares.
- Vainqueur du Championnat d'Angleterre en 2022 avec les Leicester Tigers.
- Finaliste du Championnat d'Angleterre en 2025 avec les Leicester Tigers.

### Distinctions personnelles
- Membre de l'équipe-type de la saison de Premiership en 2023.

## Statistiques en équipe nationale
Au 19 juin 2025, Julián Montoya compte 105 capes en équipe d'Argentine, dont 55 en tant que titulaire, depuis le 17 mai 2014 à l’occasion d’un match contre l'équipe d'Uruguay à Paysandú. Il a inscrit 13 essais (65 points).
Il participe à sept éditions du Rugby Championship, en 2015, 2016, 2017, 2018, 2019, 2020, 2021, 2022, 2023, 2024. Il dispute quarante-cinq rencontres dans cette compétition.